# 垪和氏続
垪和 氏続（はが うじつぐ）は、戦国時代から安土桃山時代にかけての武将。後北条氏の家臣。駿河国興国寺城主。

## 略歴
垪和氏は美作国の国人で室町幕府奉公衆であった垪和氏の一族と見られる。黒田基樹は堀越公方に従って東国に下った奉公衆の垪和氏が堀越公方の滅亡後に盛時に従って駿河国駿東郡御厨地方を与えられたか、一旦御厨地方の国衆化して今川氏に帰属していたが、垪和伊予守（氏堯）・又太郎（氏続）父子が河東一乱に際して後北条氏に加わったために、御厨地方が今川氏に奪われた際に関東に退いて後北条氏の被官となったとする説を唱えている。
氏続は弘治3年（1557年）7月に父・垪和伊予守氏堯から家督を継承した。『北条氏所領役帳』で松山衆として1028貫675文の知行高が記録されている。これは松田・大道寺・遠山ら重臣並みの知行であり、さらに後北条氏の通字である「氏」の字を、家臣としては一族以外で唯一与えられている事からも北条家の中で重きをなしていた事が窺える。
氏続は永禄12年（1569年）正月に駿河に侵攻してきた武田信玄に対するため出陣し、同年8月に駿河興国寺城主に任命され城の守備にあたった。元亀2年（1571年）正月に武田勢に城を攻められるが一族の善次郎と共に城を死守し、氏政から感状を与えられている。天正7年（1579年）に垪和又太郎（信之）という人物が北条氏直より「直」の字を与えられているが、この又太郎は氏続の子だと言われている。
正確な没年は不詳だが、天正10年（1582年）の神流川の戦いに出陣した記録や、天正12年（1584年）に北条氏照が北条高広に宛てた書簡に名が見えるので、その頃までは少なくとも生存していたと見られる。